# 愛沙尼亞足球協會
愛沙尼亞足球協會（簡稱EJL）是愛沙尼亞的足球主管團體，總部設於塔林，負責組織愛沙尼亞各級别聯賽、愛沙尼亞盃、愛沙尼亞超級盃及愛沙尼亞國家足球隊。
愛沙尼亞足球協會早於1923年已加入歐洲足協，但其後因被蘇聯併吞而解散。1992年脫離俄羅斯獨立後再重新加入。

## 外部連結
- Estonian Football Association Official Site （页面存档备份，存于）
- Estonia （页面存档备份，存于） at FIFA Site
- Estonia （页面存档备份，存于） at UEFA Site